# Ceriagrion katamborae
Ceriagrion katamborae là một loài chuồn chuồn kim trong họ Coenagrionidae.
Loài này được xếp vào nhóm loài thiếu dữ liệu trong sách Đỏ của IUCN năm 2007.
Ceriagrion katamborae được Pinhey miêu tả khoa học năm 1961.